# Ghostscript
Ghostscript är en fri tolk för Adobes PostScript och PDF och en svit program baserade på denna. Programmen har en central funktion i fria Unix-liknande system, då de möjliggör utskrift av postskriptdokument (standarden för utskrift på Unix) på skrivare som inte klarar formatet.
Programmet utvecklades ursprungligen 1986 av L. Peter Deutsch för GNU-projektet. Han grundade Aladdin Enterprises, genom vilken de nyaste versionerna av programmet såldes som proprietär programvara medan något äldre versioner släpptes under den fria GPL-licensen. Numera underhålls programmet av Artifex Software Inc och distribueras under dels en proprietär version, dels en fri version under AGPL version 3 eller senare.
Ghostscript finns tillgängligt för flera olika operativsystem som till exempel Windows, Mac OS, GNU/Linux, Unix, VMS, OS/2, och Mac OS Classic.
Flera grafiska användargränssnitt (GUI:n) finns tillgängliga för Ghostscript:
- Ghostview för Unix/X11
- GSView för Windows, OS/2 och Linux

Datorprogram baserade på Ghostscript:
- PDFCreator
- PrimoPDF